# Venere in pelliccia (film 1969)
Venere in pelliccia o Le malizie di Venere è un film erotico diretto da Massimo Dallamano, tratto dal romanzo Venere in pelliccia di Leopold von Sacher-Masoch.
Uscito in Germania Ovest nel 1969 con il titolo Venus im Pelz, in Italia la pellicola non passò il visto censura a causa delle scene di sesso ritenute troppo scabrose. Il film, spogliato delle scene più forti, venne ripresentato nel 1973 con il titolo Venere nuda ma anche questa versione tagliata venne bloccata e l'opera non venne distribuita nei cinema.
Il film poté uscire nelle sale cinematografiche italiane in forma pesantemente censurata e rimaneggiata solamente nel 1975 con il titolo Le malizie di Venere (titolo ideato appositamente per sfruttare l'ondata di notorietà che aveva colto la Antonelli dopo il successo di Malizia due anni prima).

## Trama

### Venere in pelliccia- Versione 1969
Durante una vacanza estiva, il giovane e ricco Severin (Régis Vallée) incontra la bella Wanda de Dunaieff (Laura Antonelli), una fotomodella ninfomane, e se ne innamora perdutamente. Dopo avere spiato la ragazza da un buco nella parete della sua stanza mentre fa l'amore con un giovane inserviente, tra i due nasce un legame di profonda complicità erotica che sfocia ben presto in un rapporto vittima-carnefice. Severin chiede a Wanda di punirlo, di umiliarlo sempre più, percuotendolo, trattandolo come un servo ed infine tradendolo con altri uomini davanti ai suoi occhi. Dopo essersi sposati, i due si trasferiscono in una villa sul mare insieme ad una coppia di cameriere lesbiche.
Un giorno, durante un giro in macchina, Wanda scorge un motociclista (Loren Ewing) e decide di portarselo a casa. L'energumeno, di nome Bruno, rompe il delicato equilibrio instauratosi nella coppia. Wanda diventa sempre più insofferente e rancorosa nei confronti del marito, arriva anche a farlo malmenare ripetutamente da Bruno, il quale non si limita soltanto a godersi sessualmente Wanda e anche le due domestiche, ma si installa nella villa come un vero e proprio padrone di casa.
Non reggendo più questa situazione, Severin decide di andarsene. Sulla strada scorge una prostituta che assomiglia in maniera impressionante a Wanda. Decide di appartarsi con lei in una camera d'albergo, ma preso da un raptus tenta di strangolarla, proiettando sulla donna tutto il rancore represso verso la moglie. Quando però la donna gli confessa di sentirsi attratta dalla sua violenza, egli la abbraccia e le chiede di farlo felice: si sdraia sul letto e si fa frustare con la cinghia dei pantaloni.

### Le malizie di Venere- Versione 1975
In carcere con l'accusa di avere assassinato un uomo con la complicità della moglie ora misteriosamente scomparsa anch'essa, Xavier (Régis Vallée) rivive nel corso del processo tutte le fasi della propria tormentata storia d'amore con la compagna, una libertina dalle spiccate tendenze sadiche, alla quale l'uomo aveva sacrificato tutto se stesso. Xavier si autoaccusa del delitto di Bruno, un brutale motociclista che aveva invaso la loro privacy violentando la moglie Wanda (Laura Antonelli) e le due domestiche di casa, ma la giuria non è convinta della sua colpevolezza e sospetta voglia coprire qualcuno.
L'imputato prosegue nel suo racconto. Dopo aver conosciuto Wanda in un albergo sul lago di Ginevra ed essersene innamorato, si trasferisce con lei in una grande villa. In un gioco erotico che eccita entrambi, Xavier si finge il suo autista. Nel corso del dibattimento giudiziario si apprende che Wanda aveva numerosi amanti, tra i quali il padrone di una scuderia e un pittore, con grande disperazione di Xavier, che tormentato dalla gelosia continuava comunque a restare con lei. Emerge sempre più il rapporto di dipendenza dell'uomo verso Wanda: la donna, noncurante del marito, continuava nei suoi scoperti tradimenti, ospitando anche nella villa il suo ultimo amante, Bruno.
Dalla testimonianza di una delle due cameriere della villa (l'altra è morta suicida) si arriva al racconto della tragica notte dell'orgia. Protagonisti Wanda, Bruno, le due domestiche e Xavier incatenato. Dopo ogni genere di depravazione a base di sesso, droga, alcol, gioghi, museruole e catene; Wanda esasperata aveva ucciso Bruno accoltellandolo a morte. Xavier assolto, ritorna nell'albergo dove aveva conosciuto Wanda, ma lì nessuno sa niente della donna. La cerca ovunque, nei locali notturni di Parigi fino in Spagna dove incontra una prostituta di nome Perla assolutamente identica a Wanda. Si apparta con la ragazza, ma riconoscendo in lei la moglie, la uccide strangolandola.

## Produzione e censura
Dirette dal regista Massimo Dallamano sotto lo pseudonimo di "Max Dillman", le riprese del film iniziarono nel 1968 in Spagna, ma a causa di problemi con la censura, la lavorazione del film dovette spostarsi in Germania Ovest. Il film, che in questa versione nella trama ricalcava abbastanza fedelmente il romanzo di von Sacher-Masoch, uscì in Germania Ovest, ma venne bloccato dalla censura in Italia.

## Differenze tra le due versioni
Nella forma originaria (Venere in pelliccia) la pellicola venne realizzata nel 1969 ma, questa versione, non fu mai proiettata in Italia. I tentativi di sottoporlo, in varie versioni più o meno censurate, ebbero infatti esito negativo. La produzione decise così di stravolgere il montaggio, realizzando - con la regia di Paolo Heusch - una nuova cornice narrativa con scene aggiunte ex-novo, che davano alla trama dell'opera un'impronta da film giallo. Tolti tutti i principali riferimenti "scabrosi" al romanzo di von Sacher-Masoch presenti nella versione originale, il film poté finalmente uscire nelle sale italiane con ben sei anni di ritardo dopo la realizzazione. Così trasfigurata, la pellicola non riscosse particolare successo di pubblico e critica. Venne distribuito col titolo Le malizie di Venere ed in Italia è circolata solo quest'ultima versione, datata 1975.
Nella versione intitolata Le malizie di Venere il finale del film cambia: in tale versione (l'unica circolata in Italia) Wanda, al termine del film, viene uccisa e risulta, peraltro, essere l'assassina di Bruno, assassinato dalla donna in preda a un raptus durante un'orgia. Il film diventa, quindi, un giallo erotico.
In tale seconda versione l'attore protagonista fu accreditato come Rex Duval e, il nome del personaggio interpretato, cambiò da Severin in Xavier. Anche il personaggio interpretato da Werner Pochath, uno degli amanti di Wanda, nella seconda e definitiva versione del film, cambiò nome da Manfred a Andrea. Il cognome di Wanda (de Dunaieff) nella seconda definitiva versione del film non viene reso noto.